# Església parroquial de Sant Miquel Arcàngel d'Énguera
L'Església de Sant Miquel Arcàngel se situa en el municipi d'Énguera, a la província de València. D'estil manierista, va ser construïda entre els segles xvi i xvi i és una mostra grandiosa de l'esplendor renaixentista d'influència herreriana.

## Descripció
L'edifici és d'estil tardorenacentista herrerià i consta d'una àmplia nau de 40 m. de llarg per tretze d'ample, amb dotze capelles laterals entre contraforts interiors, els quals baixen la colossal volta de canó i nervis, reforçada amb arcs faixons, decorats al tremp. Aquests es baixen sobre columnes decorades a l'estuc. Sobre aquests, a més, es recolzen els catorze arcs de mig punt que comuniquen les capelles laterals amb la nau principal. L'espai total es distribueix en sis trams, des dels peus a la capçalera, que és poligonal, i es cobreix amb volta de nervadura radiada. Als peus de la nau i sobre l'atri de la portada principal, s'instal·la el cor.
S'accedeix a l'Església per tres portes :
- La Major, situada als peus de la nau, que s'eleva tres metres sobre el nivell del pis de la plaça, per la qual cosa es va fer necessària la instal·lació de dues escalinates laterals. Aquesta porta està flanquejada per dos parells de columnes toscanes sobre les quals descansa l'arquitrau; dalt i als costats d'aquest, s'obren tres fornícules. Remata el conjunt una cornisa arquitravada al terç mitjà i dos declivis laterals, tot això coronat per pinacles truncats i boles esfèriques.
- La porta de l'Hospital correspon al costat de l'evangeli que va ser la porta del temple primitiu, absorbida per l'actual. Rep aquest nom per estar situada enfront del desaparegut Hospital de Remei. S'obre la portada sota un arc de mig punt emmarcat per pilastres que suporten la llinda, cornisa i una fornícula.
- La porta de Moreres, al costat de l'epístola, és de les mateixes característiques que la de l'Hospital. La grada per accedir a la porta conserva una barana de pedra que és encara l'original i que revesteix els mateixos caràcters que la que hi va haver a la porta Major.

La torre del campanar és de planta quadrada, de sis metres de costat, construïda en carreu i consta de tres cossos i rematada, amb un total de cinquanta metres d'alçada.

## Interior
L'altar major, l'escultura de Sant Jaume i la de la Mare de Déu de la Verge de Fàtima, patrona del poble, van ser realitzades per l'escultor i imatger valencià José Just Villalba, autor de nombroses obres religioses en pobles de la Comunitat Valenciana